# AD Police (serie animata 1999)
AD Police (アドバンスドポリス?) è un anime spinoff di Bubblegum Crisis, creata dalla compagnia di animazione AIC, lo stesso staff di Chi ha bisogno di Tenchi?.

## Trama
Kenji Sasaki è un ragazzo cresciuto senza genitori, privo di qualsiasi affetto e comunicazione. L'unica cosa di cui ha bisogno sembra essere se stesso, ma in qualche modo in lui è possibile vedere una profonda tristezza e solitudine. Kenji lavora nell'AD Police e sembra essere un poliziotto molto in gamba. La sua vita però subisce un notevole cambiamento quando entrano a farne parte la dolce Kyoko Miyano, che diverrà la sua fidanzata, e Hans Klein, suo partner sul lavoro. Hans ha completamente dimenticato il proprio passato ma, al contrario di Kenji, nutre una profonda fiducia nella vita e negli esseri umani, e riesce a far capire al collega il valore dell'amicizia. I due ragazzi riusciranno a farsi forza l'uno, uscendo dalle amarezze del proprio passato grazie alla loro preziosa amicizia.

## Episodi
| Nº | Titolo italiano Giapponese 「Kanji」 - Rōmaji | In onda        | In onda |
| Nº | Titolo italiano Giapponese 「Kanji」 - Rōmaji | Giapponese     |         |
| 1  | Partner 「相棒」 - aibō                       | 7 aprile 1999  |         |
| 2  | Runaway 「暴走」 - bōsō                       | 14 aprile 1999 |         |
| 3  | Bargaining 「取引」 - torihiki                | 21 aprile 1999 |         |
| 4  | Promise 「約束」 - yakusoku                   | n. d.          |         |
| 5  | Strategy 「策謀」 - sakubō                    | n. d.          |         |
| 6  | Family 「家族」 - kazoku                      | n. d.          |         |
| 7  | Bloodstains 「血痕」 - kekkon                 | n. d.          |         |
| 8  | Memory 「記憶」 - kioku                       | n. d.          |         |
| 9  | Conviction 「確信」 - kakushin                | n. d.          |         |
| 10 | Plunder 「略奪」 - ryakudatsu                 | 16 giugno 1999 |         |
| 11 | Dishonesty 「表裏」 - omoteura                | 23 giugno 1999 |         |
| 12 | Proof 「証明」 - shōmei                       | 30 giugno 1999 |         |

## Colonna sonora
- Sigla di apertura

"Imaginary Girl" cantata da Infix
- Sigle di chiusura

"Toki no Naka de" cantata da Masha

## Anime correlati
- AD Police
- Bubblegum Crisis
- Bubblegum Crash
- Bubblegum Crisis Tokyo 2040
- Parasite Dolls
- Scramble Wars